# Luigi Poggi
Luigi Poggi (Piacenza, 25 november 1917 – Rome, 4 mei 2010) was een Italiaans geestelijke en kardinaal van de Katholieke Kerk.
Poggi studeerde aan het seminarie in zijn geboortestad en werd op 28 juni 1940 priester gewijd. In 1944 begon hij zijn studies aan de Pauselijke Ecclesiastische Academie, de diplomatenopleiding van de Heilige Stoel. Hij trad in dienst van het staatssecretariaat waar hij lange tijd verschillende functies vervulde. In 1960 benoemde paus Johannes XXIII hem tot Huisprelaat. In 1965 benoemde paus Paulus VI hem tot apostolisch nuntius voor Centraal-Afrika en tot titulair aartsbisschop. In 1966 werd hij secretaris van de Congregatie voor Buitengewone Kerkelijke Aangelegenheden, een functie die hij naast zijn diplomatieke werk in Afrika bleef vervullen. Hij vervulde daarna een centrale rol in de relatie tussen de Heilige Stoel en de landen in het Oostblok.
In deze laatste hoedanigheid trad hij - tijdens het pontificaat van Johannes Paulus II regelmatig op als pauselijk gezant naar de landen van het Warschaupact. In 1986 werd hij nuntius voor Italië. Van 1992 tot 1998 was hij Archivaris en Bibliothecaris van de Heilige Stoel. In 1998 kreeg hij ontslag uit die functies. Poggi werd tijdens het consistorie van 26 november 1994 kardinaal-diaken gecreëerd, met de Santa Maria in Domnica als titeldiaconie. Van 2002 tot 2005 was hij kardinaal-protodiaken. In februari 2005 werd hij kardinaal-priester van de San Lorenzo in Lucina.
Kardinaal Poggi nam - op leeftijdsgronden - niet deel aan het conclaaf van 2005.
Poggi overleed op 92-jarige leeftijd. Na het overlijden van de kardinaal zond paus Benedictus XVI een condoleancetelegram aan zijn nabestaanden.